# Холча
Холча́ — река в Фатежском районе Курской области России, левый приток Усожи. Длина — 16 км.

## Название
Имеет несколько вариантов названия: Холча, Мокрая Холчь, Мокрый Холч, Халчи. Местность, по которой протекает река, в старину находилась на пути крымских татар в пределы Московского государства и называлась Холчёвской степью. Филолог А. И. Ященко предположил, что название «Холча» произошло от тюкских слов хала — «пустое / пустынное место» и ча — «река», и означает «река в пустом / пустынном месте».

## Описание
Протекает в юго-западной части района по территории бывшей Холчёвской степи. Основное направление течения — с юго-запада на северо-восток. Берёт начало юго-западнее села Верхние Халчи. До деревни Нижние Халчи течёт в северо-восточном направлении, затем меняет направление течения на северное, немного отклоняясь на восток. Имеет несколько притоков — безымянных ручьёв. На реке расположено несколько прудов, самый крупный из которых находится в Верхних Халчах. Впадет в реку Усожу напротив хутора Нагорный.

## Населённые пункты
Вдоль Холчи расположены следующие населённые пункты (от истока к устью):
- село Верхние Халчи
- деревня Нижние Халчи
- хутор Весёлый